# Marina Orsini
Pour les articles homonymes, voir Orsini.
Marina Orsini est une actrice, animatrice de radio ainsi que de télévision québécoise née le 4 janvier 1967 à Ville-Émard (Montréal). Descendante de la célèbre famille Orsini[réf. nécessaire], elle est d'origine italienne par son père et anglo-écossaise et canadienne-française par sa mère. 

## Biographie
Marina Orsini a grandi à Ville-Émard dans le sud-ouest de Montréal. Après ses études primaires, elle fréquente l'école secondaire anglophone James-Lyng. À quinze ans, elle remporte le deuxième prix du concours « Mannequin numéro 1 du Québec ». Elle y fait une rencontre déterminante avec Ginette Achim, qui devient son agent. Après une courte carrière de mannequin pour de grandes chaînes de magasins, Marina Orsini décroche un rôle dans la télésérie Lance et compte que réalise Jean-Claude Lord, série qui révolutionne la télévision au Québec[réf. nécessaire].
Après l'avoir recrutée de nouveau pour tourner la suite de Lance et compte, Jean-Claude Lord lui offre un rôle dans La Grenouille et la Baleine, un film pour enfants produit par Rock Demers dans la série Contes pour tous et qui connaît un succès appréciable, et joue dans L'Or et le Papier (1988). Sa carrière connaît un nouveau sommet alors qu'elle interprète le rôle d'Émilie Bordeleau, personnage principal de la télé-série à succès au Québec Les Filles de Caleb (1990) réalisée par Jean Beaudin et inspirée du livre d'Arlette Cousture. Marina Orsini reprendra le rôle d'Émilie Bordeleau dans Blanche, la suite des Filles de Caleb réalisée cette fois par Charles Binamé.
Elle est également du générique de Shehaweh (1992), Urgence (1995-1997), Les Muses orphelines (2000), Dr Lucille Teasdale (2000), L'Or. Elle change de registre en 2001 alors qu'elle participe pour la première fois à une série humoristique avec Cauchemar d'amour. En 2002, elle a l'occasion de jouer le rôle, en langue italienne, de Giuliana dans le film My Name is Tanino. Rachel McAdams participe également à cette production Canado-italienne.
De nombreux prix et mentions sont venus couronner son travail, dont les MétroStar de la personnalité féminine de l'année ainsi que celui de la meilleure comédienne dans une télésérie, remis en 1991 et en 1992. Elle reçoit en plus deux Gémeaux pour la meilleure interprétation d'un premier rôle féminin à la fois pour Les Filles de Caleb et L'Or et le Papier.
Après avoir coanimé l'émission du matin Tout l'monde debout avec André Robitaille à CITE RockDétente 107,3 à Montréal, elle anime depuis l'automne 2008 l'émission de radio de fin d'après-midi La Vraie Vie sur le réseau RockDétente. En 2011, la station est rebaptisée Rouge-FM et l'émission se fait renommer Le 5@8 de Marina (devenu Le 5@7 de Marina). En 2014-15, Marina a eu une émission sur les ondes de Canal Vie, sous le titre Marina. En 2015, Orsini a une émission sur les ondes d'ICI Radio-Canada Télé en matinée.

## Carrière

### Filmographie
- 1987 : La Grenouille et la Baleine : Julie
- 1989 : Eddie and the Cruisers II: Eddie Lives! : Diane
- 1998 : The Sleep Room : Jane Conroy
- 2000 : Les Muses orphelines : Catherine Tanguay
- 2000 : Dr Lucille - La remarquable histoire de Lucille Teasdale : Lucille Teasdale-Corti
- 2002 : My Name Is Tanino : Giuliana
- 2002 : Un agent d'influence : Diane Fletcher
- 2004 : Geraldine's Fortune : Cilla
- 2006 : La Rage de l'ange : Mimile
- 2006 : Steel Toes : Anna Dunkelman
- 2007 : À vos marques... party! : Yaelle Roberge
- 2009 : À vos marques... party! 2 : Yaelle Roberge
- 2009 : Noémie : Le Secret : Jeanne
- 2010 : Lance et compte : Suzie Lambert
- 2011 : Sur le rythme : Marie Lamarre

### Télévision
- 1986 : Lance et compte : La coupe Stanley : Suzie Lambert
- 1988 : Lance et compte : La coupe du monde : Suzie Lambert
- 1989 : Lance et compte : Sauvons le National : Suzie Lambert
- 1990 : L'Or et le Papier : Sophie Laflamme
- 1990 : Les Filles de Caleb : Émilie Bordeleau
- 1991 : Lance et compte : Tous pour un : Suzie Lambert
- 1991 : Lance et compte : Le retour du chat : Suzie Lambert
- 1992 : Shehaweh : Shehaweh
- 1993 : Blanche : Émilie Bordeleau
- 1994 : Miséricorde : Marie
- 1995 : Les Grands Procès : Cordélia Viau
- 1996 : Urgence : Dr. Michèle Imbeault
- 2001 : Cauchemar d'amour : Anne
- 2001 : L'Or : Corinne Martinelli
- 2002 : Le Dernier Chapitre: Karen Durelle
- 2002 : Lance et compte : Nouvelle Génération : Suzie Lambert
- 2002 : Le Dernier Chapitre : La Suite : Karen Durelle
- 2003 : The Last Chapter II: The War Continues : Karen Durelle
- 2004 : Il Duce canadese : Sara Alvaro
- 2004 : Lance et compte : La Reconquête : Suzie Lambert
- 2006 : Lance et compte : La Revanche : Suzie Lambert
- 2009 : Lance et compte : Le Grand Duel : Suzie Lambert
- 2011 : 30 vies : Gabrielle Fortin
- 2012 : Lance et compte : La déchirure : Suzie Lambert
- 2019 : Une autre histoire : Anémone Leduc/Manon Bouchard
- 2018-2024 : Deuxième chance : elle-même

## Récompenses et nominations

### Récompenses
- 1990 - Prix Gémeaux du meilleur premier rôle féminin dans la catégorie dramatique pour son rôle dans L'Or et le Papier
- 1991 - Prix Gémeaux du meilleur premier rôle féminin dans la catégorie dramatique pour son rôle dans Les Filles de Caleb
- 2020 - Prix Gémeaux du meilleur premier rôle féminin dans la catégorie dramatique pour son rôle de Anémone Leduc dans Une autre histoire
- 2022 - Prix Gémeaux du meilleur premier rôle féminin dans la catégorie dramatique pour son rôle dans Une autre histoire[4]

### Distinctions
- 2013 : Membre de l'Ordre du Canada